# Pająki Kenii
Pająki Kenii, araneofauna Kenii – ogół taksonów pajęczaków z rzędu pająków, których występowanie stwierdzono na terenie Kenii.
Do 2021 roku z terenu Kenii wykazano 805 gatunków i podgatunków pająków, należących do 319 rodzajów i 57 rodzin. 305 spośród gatunków to kenijskie endemity, a kolejnych 158 zaliczanych jest do subendemitów tego kraju. Araneofauna Kenii pozostaje jednak słabo zbadana i prawdopodobnie jest znacznie bardziej różnorodna.

## Infrarząd:Ptaszniki(Mygalomorphae)

### Barychelidae
Z Kenii wykazano:
- Pisenor notius

### Cyrtaucheniidae
Z Kenii wykazano:
- Ancylotrypa atra
- Ancylotrypa fasciata
- Ancylotrypa flaviceps

### Dipluridae
Z Kenii wykazano:
- Thelechoris striatipes

### Gryzielowate(Atypidae)
Z Kenii wykazano:
- Calommata simoni

### Idiopidae
Z Kenii wykazano:
- Heligmomerus jeanneli
- Idiops melloleitaoi
- Idiops robustus
- Titanidiops compactus

### Migidae
Z Kenii wykazano:
- Moggridgea whytei

### Ptasznikowate(Theraphosidae)
Z Kenii wykazano:
- Eucratoscelus constrictus
- Pelinobius muticus
- Pterinochilus alluaudi
- Pterinochilus andrewsmithi
- Pterinochilus chordatus
- Pterinochilus murinus
- Pterinochilus raygabrieli

## Infrarząd:Pająki wyższe(Araneomorphae)

### Anapidae
Z Kenii wykazano:
- Metanapis mahnerti

### Aksamitnikowate(Clubionidae)
Z Kenii wykazano:
- Clubiona abbajensis kibonotensi
- Clubiona abbajensis maxima
- Clubiona africana
- Clubiona latitans
- Clubiona sjostedti

### Caponiidae
Z Kenii wykazano:
- Caponia abyssinica

### Ciemieńcowate(Dictynidae)
Z Kenii wykazano:
- Archaeodictyna condocta
- Dictyna tullgreni
- Nigma longipes

### Cithaeronidae
Z Kenii wykazano:
- Cithaeron delimbatus

### Corinnidae
Z Kenii wykazano:
- Apochinomma formicaeforme
- Brachyphaea simpliciaculeata
- Brachyphaea simoni
- Cambalida fulvipes
- Castianeira albomaculata
- Castianeira fusconigra
- Copa flavoplumosa
- Copuetta kakamega
- Copuetta lacustris
- Corinna major
- Echinax longespina
- Echinax spatulata
- Graptartia granulosa
- Medmassa semiaurantiaca

### Ctenidae
Z Kenii wykazano:
- Afroneutria erythrochelis
- Afroneutria immortalis
- Anahita mamma
- Arctenus taitensis
- Ctenus amanensis
- Ctenus colonicus
- Ctenus elgonensis
- Ctenus holmi
- Ctenus kenyamontanus
- Ctenus modestus
- Ctenus noctuabundus

### Cyatholipidae
Z Kenii wykazano:
- Buibui claviger
- Pembatatu embamba
- Pembatatu gongo
- Pembatatu mafuta
- Scharffia holmi

### Czyhakowate(Segestriidae)
Z Kenii wykazano:
- Ariadna brevispina
- Ariadna kibonotensis

### Darownikowate(Pisauridae)
Z Kenii wykazano:
- Charminus aethiopicus
- Euprosthenops bayaonianus
- Euprosthenops hilaris
- Euprosthenops proximus
- Euprosthenopsis armata
- Euprosthenopsis rothschildi
- Hygropoda tangana
- Maypacius bilineatus
- Maypacius stuhlmanni
- Nilus curtus
- Nilus margaritatus
- Perenethis simoni
- Perenethis symmetrica
- Rothus aethiopicus

### Deinopidae
Z Kenii wykazano:
- Menneus samperi

### Hahniidae
Z Kenii wykazano:
- Hahnia benoiti
- Hahnia breviducta
- Hahnia inflata
- Hahnia major
- Hahnia mauensis
- Hahnia nigricans
- Hahnia schubotzi
- Hahnia sirimoni
- Hahnia spinata
- Hahnia tabulicola
- Hahnia vangoethemi

### Hersiliidae
Z Kenii wykazano:
- Hersilia hildebrandti
- Hersilia occidentalis
- Hersilia sagitta
- Hersilia scrupulosa
- Hersilia selempoi
- Hersilia sericea
- Hersilia taita

### Klejnotnikowate(Theridiosomatidae)
Z Kenii wykazano:
- Theridiosoma kikuyu

### Koliściakowate(Uloboridae)
Z Kenii wykazano:
- Uloborus plumipes

### Krzyżakowate(Araneidae)
Z Kenii wykazano:

- Afracantha camerunensis
- Araneus haematomerus
- Araneus mauensis mauensis
- Araneus mauensis ocellatus
- Araneus strupifer
- Araneus sulfurinus
- Argiope aurocincta
- Argiope australis
- Argiope gibberosa
- Argiope flavipalpis
- Argiope levii
- Argiope lobata
- Argiope sector
- Argiope trifasciata
- Caerostris mitralis
- Caerostris sexcuspidata
- Caerostris vicina
- Cyclosa formosa
- Cyclosa insulana
- Cyclosa lawrencei
- Cyclosa tripartita
- Cyrtophora citricola
- Cyrtophora citricola obscura
- Eriovixia napiformis
- Gasteracantha falcicornis
- Gasteracantha milvoides
- Gasteracantha sanguinolenta
- Gasteracantha versicolor formosa
- Gasteracantha versicolor versicolor
- Hypsosinga holzapfelae
- Hypsosinga lithyphantoides lithyphantoides
- Hypsosinga lithyphantoides dealbata
- Isoxya cicatricosa
- Isoxya nigromutica
- Isoxya tabulata
- Isoxya testudinaria
- Kilima decens
- Kilima griseovariegata
- Larinia trifida
- Larinia tibelloides
- Neoscona alberti
- Neoscona angulatula
- Neoscona blondeli
- Neoscona chiarinii
- Neoscona moreli
- Neoscona nautica
- Neoscona quadrigibbosa
- Neoscona quincasea
- Neoscona rapta
- Neoscona subfusca
- Neoscona theisi theisiella
- Neoscona trianguta
- Neoscona vigilans
- Nephila turneri
- Nephilingis cruentata
- Nephillingys genualis
- Pararaneus cyrtoscapus
- Pararaneus spectator
- Poltys corticosus
- Prasonica nigrotaeniata
- Pycnacantha tribulus
- Trichonephila fenestrata venusta
- Trichonephila inaurata madagascariensis
- Trichonephila senegalensis keyserlingi
- Trichonephila sumptuosa

### Kwadratnikowate(Tetragnathidae)
Z Kenii wykazano:

- Leucauge amanica
- Leucauge brevitibialis
- Leucauge camelina
- Leucauge festiva
- Leucauge kibonotensis
- Leucauge levanderi
- Leucauge medjensis
- Leucauge meruensis
- Leucauge ungulata
- Metellina merianopsis
- Metellina meruensis
- Pachygnatha mucronata
- Pachygnatha palmquisti
- Pachygnatha procincta
- Pachygnatha zappa
- Sancus bilineatus
- Tetragnatha boydi
- Tetragnatha brachychelis
- Tetragnatha jaculator
- Tetragnatha kolosvaryi
- Tetragnatha latro
- Tetragnatha roeweri

### Lejkowcowate(Agelenidae)
Z Kenii wykazano:
- Agelena dubiosa
- Agelena incertissima
- Agelena keniana
- Agelena kiboschensis
- Agelena nigra
- Malthonica africana
- Mistaria fagei
- Mistaria leucopyga
- Mistaria nairobii
- Mistaria nyeupenyeusi
- Mistaria zorica

### Lenikowate(Zodariidae)
Z Kenii wykazano:

- Akyttara mahnerti
- Akyttara ritchiei
- Cydrela albopilosa
- Diores brevis
- Diores delesserti
- Diores initialis
- Diores kenyae
- Diores murphyorum
- Diores naivashae
- Diores strandi
- Diores tavetae
- Hermippus schoutedeni
- Mallinella kibonotensis
- Mallinella nyikae
- Mastidiores kora
- Suffrica chawia
- Systenoplacis biunguis
- Systenoplacis falconeri
- Systenoplacis maculatus
- Systenoplacis michielsi
- Systenoplacis multipunctatus
- Systenoplacis waruii

### Mysmenidae
Z Kenii wykazano:
- Isela inquilina

### Nasosznikowate(Pholcidae)
Z Kenii wykazano:

- Artema atlanta
- Buitinga mbomole
- Buitinga nigrescens
- Buitinga wataita
- Crossopriza johncloudsleyi
- Leptopholcus budongo
- Leptopholcus gracilis
- Leptopholcus signifer
- Ninetis minuta
- Pholcus chappuisi
- Pholcus fagei
- Pholcus leruthi
- Pholcus kwamgumi
- Pholcus taita
- Quamtana nyahururu
- Smeringopus chogoria
- Smeringopus ngangao
- Smeringopus peregrinoides
- Smeringopus peregrinus
- Smeringopus turkana
- Spermophora berlandi
- Spermophora bukusu
- Spermophora kirinyaga
- Spermophora maathaiae
- Spermophora mau
- Spermophora minotaura

### Naśladownikowate(Mimetidae)
Z Kenii wykazano:
- Mimetus bishopi
- Reo latro

### Obniżowate(Liocranidae)
Z Kenii wykazano:
- Andromma bouvieri
- Cteniogaster hexomma
- Mesiotelus pococki
- Toxoniella nyeri
- Toxoniella rogoae
- Toxoniella taitensis
- Toxoniella tharaka
- Toxoniella waruii

### Ochyroceratidae
Z Kenii wykazano:
- Speocera bambusicola
- Speocera fagei

### Omatnikowate(Theridiidae)
Z Kenii wykazano:

- Anelosimus monskenyensis
- Argyrodes argyrodes
- Argyrodes exlineae
- Argyrodes kratochvili
- Argyrodes zonatus
- Ariamnes jeanneli
- Coleosoma blandum
- Crustulina incerta
- Crustulina jeanneli
- Crustulina obesa
- Dipoena bristowei
- Dipoena quadricuspis
- Episinus hickmani
- Euryopis bifascigera
- Latrodectus cinctus
- Latrodectus geometricus
- Latrodectus tredecimguttatus
- Moneta spinigera
- Phoroncidia kibonotensis kibonotensis
- Phoroncidia kibonotensis concolor
- Platnickina kijabei
- Rhomphaea nasica
- Rhomphaea sjostedti
- Steatoda paykulliana
- Steatoda rubrocalceolata
- Steatoda singoides
- Steatoda tigrina
- Steatoda tristis
- Steatoda variabilis
- Theridion angusticeps
- Theridion banksi
- Theridion brunneonigrum
- Theridion bullatum
- Theridion chamberlini
- Theridion charitonowi
- Theridion clypeatellum
- Theridion comstocki
- Theridion convexisternum
- Theridion emertoni
- Theridion femoratissimum
- Theridion kibonotense
- Theridion lacticolor
- Theridion mauense
- Theridion meneghettii
- Theridion nasinotum
- Theridion nigroplagiatum
- Theridion petrunkevitchi
- Theridion pluviale
- Theridion sabinjonis
- Theridion teutanoides
- Theridion trifile
- Theridion trizonatum
- Theridion zebra
- Theridula albonigra albonigra
- Theridula albonigra vittata
- Theridula pulchra
- Theridula opulenta
- Thwaitesia argenteoguttata
- Thymoites chopardi
- Tidarren cuneolatum

### Oonopidae
Z Kenii wykazano:

- Dysderina granulosa
- Dysderina perarmata
- Dysderina straba
- Gamasomorpha jeanneli
- Gamasomorpha testudinella
- Khamisia holmi
- Khamisina kilifi
- Kijabe ensifera
- Kijabe paradoxa
- Oonops alticola
- Oonops citrinus
- Oonops longipes
- Opopaea berlandi
- Opopaea hoplites
- Opopaea kulczynskii
- Opopaea simoni
- Orchestina clavigera
- Orchestina communis
- Orchestina gibbotibialis
- Pelicinus marmoratus
- Triaeris macrophthalmus macrophthalmus
- Triaeris macrophthalmus cryptops
- Triaeris macrophthalmus medius

### Osnuwikowate(Linyphiidae)
Z Kenii wykazano:

- Aberdaria ligulata
- Afroneta elgonensis
- Afroneta flavescens
- Afroneta sarahae
- Afroneta serrata
- Agyneta curvata
- Agyneta gracilipes
- Agyneta habra
- Agyneta metropolis
- Agyneta prosectes
- Araeoncus gertschi
- Araeoncus impolitus
- Araeoncus subniger
- Araeoncus victorianyanzae
- Asthenargellus kastoni
- Asthenargellus meneghettii
- Asthenargus expallidus
- Asthenargus inermis
- Asthenargus major
- Bursellia glabra
- Bursellia holmi
- Bursellia setifera
- Callitrichia aliena
- Callitrichia cacuminata
- Callitrichia glabriceps
- Callitrichia hamifera
- Callitrichia inacuminata
- Callitrichia kenyae
- Callitrichia marakweti
- Callitrichia silvatica
- Ceratinopsis africana
- Ceratinopsis raboeli
- Ceratocyba umbilicaris
- Chenisides monospina
- Erigone prominens
- Erigone sirimonensis
- Gonatium petrunkewitschi
- Helsdingenia extensa
- Holmelgonia nemoralis
- Improphantes falcatus
- Improphantes mauensis
- Laminafroneta bidentata
- Laminafroneta brevistyla
- Lepthyphantes aberdarensis
- Lepthyphantes biseriatus biseriatus
- Lepthyphantes biseriatus infans
- Lepthyphantes coomansi
- Lepthyphantes kekenboschi
- Lepthyphantes kenyensis
- Lepthyphantes locketi
- Lepthyphantes nigropictus
- Lepthyphantes obtusicornis
- Lepthyphantes tropicalis
- Limoneta sirimoni
- Locketidium couloni
- Mecynidis bitumida
- Mecynidis muthaiga
- Metaleptyphantes clavator
- Metaleptyphantes dentiferens
- Metaleptyphantes perexiguus
- Microcyba angulata
- Microcyba hamata
- Microcyba simulata
- Microcyba tridentata
- Microcyba vancotthemi
- Microcyba viduata
- Microlinyphia aethiopica
- Microlinyphia sterilis
- Mioxena celisi
- Murphydium foliatum
- Neriene conica
- Neriene helsdingeni
- Neriene kibonotensis
- Neriene obtusa
- Oreocyba elgonensis
- Oreocyba propinqua
- Ostearius melanopygius
- Pelecopsis albifrons
- Pelecopsis alticola alticola
- Pelecopsis alticola kenyensis
- Pelecopsis humiliceps
- Pelecopsis nigriceps
- Pelecopsis physeter
- Pelecopsis reclinata
- Pelecopsis subflava
- Pelecopsis tybaertielloides
- Pelecopsis varians
- Prinerigone aethiopica
- Strongyliceps alluaudi
- Strongyliceps anderseni
- Toschia aberdarensis
- Toschia concolor
- Toschia picta
- Toschia telekii
- Trichoncus kenyensis
- Trichoncus nairobi
- Tybaertiella convexa
- Tybaertiella krugeri
- Venia kakamega
- Walckenaeria aberdarensis
- Walckenaeria elgonensis
- Walckenaeria kulalensis
- Walckenaeria mauensis
- Walckenaeria microps
- Walckenaeria minuscula
- Walckenaeria nigeriensis
- Walckenaeria ocularis

### Palpimanidae
Z Kenii wykazano:
- Boagrius incisus
- Hybosida lesserti
- Hybosida scabra

### Phyxelididae
Z Kenii wykazano:
- Kulalania antiqua
- Phyxelida apwania
- Phyxelida bifoveata
- Phyxelida carcharata
- Phyxelida crassibursa
- Phyxelida irwini
- Phyxelida nebulosa
- Phyxelida pingoana
- Phyxelida sindanoa

### Płachtowcowate(Oecobiidae)
Z Kenii wykazano:
- Oecobius amboseli

### Podkamieniakowate(Titanoecidae)
Z Kenii wykazano:
- Pandava laminata

### Pogońcowate(Lycosidae)
Z Kenii wykazano:

- Allocosa delesserti
- Allocosa illegalis
- Allocosa iturianella
- Allocosa karissimbica
- Amblyothele togona
- Arctosa berlandi
- Arctosa nyembeensis
- Evippa projecta
- Foveosa foveolata
- Foveosa tintinabulum
- Geolycosa gofensis
- Geolycosa kijabica
- Hippasa cinerea
- Hogna atramentata
- Hogna enecens
- Hogna irumua
- Hogna nairobia
- Hogna raffrayi
- Ocyale atalanta
- Pardosa gastropicta
- Pardosa injucunda
- Pardosa karagonis
- Pardosa messingerae
- Pardosa schubotzi
- Pardosa thompsoni
- Pardosella zavattarii
- Schizocosa hewitti
- Trabea heteroculata
- Trochosa masumbica
- Trochosa minima
- Trochosa urbana
- Wadicosa benadira
- Wadicosa cognata
- Wadicosa oncka

### Poskoczowate(Eresidae)
Z Kenii wykazano:
- Dresserus fuscus
- Dresserus elongatus
- Stegodyphus africanus
- Stegodyphus bettoni
- Stegodyphus hildebrandti
- Stegodyphus lineifrons
- Stegodyphus mimosarum
- Stegodyphus sabulosus

### Prodidomidae
Z Kenii wykazano:
- Anagrina alticola
- Prodidomus dalmasi

### Rozsnuwaczowate(Scytodidae)
Z Kenii wykazano:
- Scytodes leprosula

### Selenopidae
Z Kenii wykazano:
- Selenops lumbo
- Selenops radiatus
- Selenops vigilans
- Selenops viron

### Sicariidae
Z Kenii wykazano:
- Loxosceles meruensis
- Loxosceles neuvillei
- Loxosceles pallidecolorata
- Loxosceles smithi

### Skakunowate(Salticidae)
Z Kenii wykazano:

- Afraflacilla roberti
- Afromarengo coriacea
- Ansienulina mirabilis
- Asemonea flava
- Asemonea murphyae
- Asemonea pallida
- Asemonea serrata
- Asemonea stella
- Belippo calcarata
- Belippo elgonensis
- Belippo milloti
- Belippo terribilis
- Bianor ghigii
- Bianor murphyi
- Brancus hemmingi
- Brancus poecilus
- Brancus signatus
- Bristowia afra
- Cembalea plumosa
- Copocrossa albozonata
- Cyrba boveyi
- Cyrba simoni
- Dendryphantes elgonensis
- Dendryphantes hewitti
- Dendryphantes holmi
- Dendryphantes luridus
- Dendryphantes minutus
- Dendryphantes serratus
- Dendryphantes subtilis
- Enoplomischus spinosus
- Euophrys megastylus
- Evarcha chappuisi
- Evarcha culicivora
- Evarcha flagellaris
- Evarcha prosimilis
- Festucula festuculaeformis
- Goleba puella
- Habrocestum naivasha
- Habrocestum subdotatum
- Harmochirus bianoriformis
- Hasarinella roeweri
- Hasarius adansoni
- Heliophanus aberdarensis
- Heliophanus anymphos
- Heliophanus crudeni
- Heliophanus orchesta
- Heliophanus giltayi
- Heliophanus gladiator
- Heliophanus imperator
- Heliophanus jacksoni
- Heliophanus macentensis
- Heliophanus maralal
- Heliophanus minor
- Heliophanus orchesta
- Heliophanus pauper
- Heliophanus validus
- Hispo continentalis
- Hispo georgius
- Holcolaetis vellerea
- Holcolaetis xerampelina
- Holcolaetis zuluensis
- Hyllus dotatus
- Hyllus multiaculeatus
- Hyllus plexippoides
- Hyllus ramadanii
- Hyllus treleaveni
- Icius grassei
- Icius mbitaensis
- Icius ocellatus
- Icius steeleae
- Kakamega holmi
- Kima montana
- Langelurillus furcatus
- Langelurillus holmi
- Langelurillus kenyaensis
- Langelurillus primus
- Langelurillus rufus
- Langelurillus spinosus
- Langona minima
- Langona pecten
- Menemerus bivittatus
- Menemerus congoensis
- Menemerus formosus
- Menemerus niger
- Menemerus tropicus
- Mexcala agilis
- Mexcala signata
- Mikrus ugandensis
- Myrmarachne dundoensis
- Myrmarachne exultans
- Myrmarachne giltayi
- Myrmarachne ichneumon
- Myrmarachne kiboschensis
- Myrmarachne kilifi
- Myrmarachne kitale
- Myrmarachne lawrencei
- Myrmarachne lulengana
- Myrmarachne marshalli
- Myrmarachne militaris
- Myrmarachne melanotarsa
- Myrmarachne naro
- Myrmarachne sansibarica
- Myrmarachne uvira
- Natta chionogaster
- Natta horizontalis
- Natta splendidissima
- Neaetha alborufula
- Neaetha catula
- Pachyballus flavipes aurantius
- Pachyballus flavipes flavipes
- Pellenes dahli
- Pellenes obvolutus
- Phintella aequipes
- Phintella kaptega
- Phintella lucida
- Phlegra crumena
- Phlegra levis
- Phlegra nuda
- Phlegra tristis
- Plexippus auberti
- Plexippus fibulatus
- Plexippus paykulli
- Portia schultzi
- Pseudicius athleta
- Pseudicius elmenteitae
- Rafalus lymphus
- Ragatinus maddisoni
- Rhene capensis
- Rhene kenyaensis
- Rhene lingularis
- Rhene mombasa
- Sibianor kenyaensis
- Sibianor victoriae
- Stenaelurillus albopunctatus
- Stenaelurillus darwini
- Stenaelurillus mirabilis
- Stenaelurillus strandi
- Stenaelurillus uniguttatus
- Thiratoscirtus elgonensis
- Thiratoscirtus minimus
- Thyene bucculenta
- Thyene coccineovittata
- Thyene imperialis
- Thyene inflata
- Thyene leighi
- Thyene natalii
- Thyene nigriceps
- Thyene ogdeni nyukiensis
- Thyene orbicularis
- Thyene splendida
- Thyene subsplendens
- Thyene striatipes
- Thyene thyenioides
- Tomomingi holmi
- Tomomingi keinoi
- Tomomingi kikuyu
- Tomomingi sjostedti
- Tusitala barbata
- Tusitala lyrata

### Spachaczowate(Sparassidae)
Z Kenii wykazano:
- Eusparassus vestigator
- Heteropoda venatoria
- Olios chiracanthiformis
- Olios quesitio
- Palystes hoehneli
- Pseudomicrommata longipes

### Ślizgunowate(Philodromidae)
Z Kenii wykazano:
- Philodromus alboniger
- Philodromus caporiaccoi
- Philodromus legae
- Philodromus pesbovis
- Tibellus flavipes
- Tibellus kibonotensis
- Tibellus minor

### Śpiesznikowate(Oxyopidae)
Z Kenii wykazano:
- Oxyopes africanus
- Oxyopes bedoti
- Oxyopes delesserti
- Oxyopes dumonti
- Oxyopes hoggi
- Oxyopes falconeri
- Oxyopes pallidecoloratus
- Oxyopes strandi
- Oxyopes subabebae
- Oxyopes toschii
- Peucetia lesserti
- Peucetia minima
- Peucetia striata

### Telemidae
Z Kenii wykazano:
- Apneumonella taitatavetaensis
- Guhua kakamegaensis

### Tetrablemidae
Z Kenii wykazano:
- Hexablemma cataphractum

### Trachelidae
Z Kenii wykazano:
- Orthobula milloti
- Patelloceto media
- Trachelas chubbi
- Trachelas sylvae

### Trawnikowcowate(Miturgidae)
Z Kenii wykazano:
- Syrisca drassiformis

### Trochateriidae
Z Kenii wykazano:
- Platyoides grandidieri

### Ukośnikowate(Thomisidae)
Z Kenii wykazano:

- Diaea albicincta
- Diaea taibeli
- Firmicus campestratus
- Heriaeus latifrons
- Misumena pallescens
- Monaeses gibbus
- Monaeses pustulosus
- Mystaria budongo
- Mystaria soleil
- Mystaria stakesbyi
- Mystaria variabilis variabilis
- Mystaria variabilis delesserti
- Oxytate concolor
- Runcinia aethiops
- Runcinia carae
- Runcinia depressa
- Runcinia erythrina
- Runcinia flavida
- Runcinia tropica
- Stiphropus lugubris
- Sylligma theresa
- Synema concolor
- Synema diana
- Thomisops pupa
- Thomisus blandus
- Thomisus citrinellus
- Thomisus kalaharinus
- Thomisus scrupeus
- Thomisus stenningi
- Tmarus malleti
- Tmarus planetarius
- Tmarus toschii
- Xysticus jugalis larvatus
- Xysticus subjugalis nigerrimus

### Worczakowate(Gnaphosidae)
Z Kenii wykazano:

- Aphantaulax voiensis
- Camillina cordifera
- Camillina kaibos
- Camillina pavesii
- Drassodes braendegaardi
- Drassodes kibonotensis
- Echemella pavesii
- Megamyrmaekion nairobii
- Nomisia chordivulvata
- Scotophaeus affinis
- Scotophaeus schenkeli
- Synaphosus kakamega
- Xerophaeus biplagiatus
- Xerophaeus coruscus
- Xerophaeus thomasi
- Zelotes fuligineus
- Zelotes guineanus
- Zelotes jocquei
- Zelotes kulempikus
- Zelotes laetus
- Zelotes lutorius
- Zelotes murphyorum
- Zelotes scrutatus
- Zelotes tuckeri
- Zelotibia kaibos
- Zelotibia simpula

### Zbrojnikowate(Cheiracanthiidae)
Z Kenii wykazano:
- Cheiracanthium africanum
- Cheiracanthium agnosticum
- Cheiracanthium furculatum
- Cheiracanthium kakamega
- Cheiracanthium kenyaense
- Cheiracanthium kibonotense
- Cheiracanthium ludovici
- Cheiracanthium molle
- Cheiracanthium pallicolor
- Cheiracanthium punctipedellum
- Cheiracanthium schenkeli
- Cheiracanthium shilabira
- Cheiracanthium tetragnathoide
- Cheiramiona ruwenzoricola

### Zoropsidae
Z Kenii wykazano:
- Pseudoctenus meneghettii